# Farveblindhed
Farveblindhed er nedsat farvesyn.
Nogle farveblinde er rødblinde, mens andre er grønblinde. En del har blot nedsat farvesyn, hvorfor betegnelsen farveblindhed er misvisende: farvesvag er en bedre betegnelse. Mindre udbredt er blå-gul farveblindhed, og fuldstændigt farveblindhed er ekstremt sjælden. 
Farveblindhed og nedsat farvesyn skyldes oftest arvelige forhold, manglende eller defekte fotopigmenter i nethindens tapceller. Erhvervede former for farveblindhed kan skyldes sygdomme i den gule plet(macula lutea), som især ses ved AMD (aldersrelateret maculadegeneration). Farveblindhed på grund af sygdomme i hjernen er meget sjælden.
8% af mænd og 0,3% af kvinder er farveblinde. Denne skævhed skyldes at det defekte gen, der medfører farveblindhed, sidder på X-kromosomet (X-bunden arv) og er recessivt (vigende).
Rød/grøn-farveblindhed måles ved en Ishihara-farvesynstest.
Neurolog og forfatter Oliver Sacks undersøgte den sjældne totale farveblindhed, som er særligt hyppig på stillehavsøen Pingelap, hvor mere end 6% af befolkningen på øen er totalt farveblinde på grund af medfødt mangel på tappe. Denne totale farveblindhed fandtes også på den en gang isolerede ø Fur i Limfjorden.
Mange personer lever et helt normalt liv som farveblinde, og nogle får den aldrig konstateret, men lever i uvidenhed et helt liv. Farveblinde kan ikke blive ansat i trafikerhverv som pilot og skibsfører, men kan bestride de fleste andre erhverv. Der er fx farveblinde elektrikere, ligesom kemikeren John Dalton var farveblind. Han lagde i øvrigt navn til betegnelsen daltonisme, der har været brugt for rød-grøn farveblindhed.

## Typer af arveligt nedsat farvesyn
Farvesvaghed (Anomal trikomasi/trikomatopsi):
- Protanomali. Rødsvaghed. 1% af alle mænd.
- Deuteranomali. Grønsvaghed. 5% af alle mænd.

Farveblindhed (Dikromasi/Dikromatopsi):
- Protanopi. Rødblindhed. 1% af alle mænd.
- Deuteranopi. Grønblindhed. 1% af alle mænd.
- Tritanopi. Blåblindhed. Sjælden.

Andet:
- Akromatopsi. Fuldstændig farveblindhed. Sjælden.

Dikromasi skyldes, at én af de tre typer af tappe der findes hos normaltseende, er uvirksom. Anomal trikomasi skyldes, at én af de tre taptyper har ændret følsomhedsområde for lysfrekvenser (på grund af en mutation i et tilhørende gen).
For sande dikromater (patienter med dikromasi) kan samtlige farver dannes ved hjælp af kun to grundfarver (i stedet for tre hos normale og anomale trikromater).

## Eksterne links
- ACHROMATOPSIA NETWORK Arkiveret 10. februar 2004 hos  Wayback Machine